# KZ-Außenlager Weferlingen
Das KZ-Außenlager Weferlingen, umgangssprachlich auch KZ Weferlingen genannt, befand sich in der Nähe der Orte Grasleben und Buchberg bei Helmstedt. Es war eines der Außenlager des Konzentrationslagers Buchenwald und bestand vom 22. August 1944 bis zum 14. April 1945. Es trug den Decknamen Gazelle. KZ-Häftlinge errichteten hier im Kaliwerk Walbeck eine unterirdische Fertigungsstätte für die Unternehmen Niedersächsischen Motorenwerke (NIEMO), einer Tochtergesellschaft der Büssing NAG aus Braunschweig, und Henschel.

## Vorgeschichte
Im Laufe des Zweiten Weltkrieges wurde es für die deutsche Industrie immer wichtiger, Produktionsbereiche vor Luftangriffen zu sichern. Oft entschied man sich, kriegswichtige Fertigung in unterirdische Bereiche zu verlagern. Dabei wurden bestehende Schachtanlagen genutzt, zu denen auch die Schächte Gerhard Walbeck bei Grasleben sowie Buchberg, nordwestlich von Walbeck gehörten. Nach einer Besichtigung durch das Wehrkreiskommando im März des Jahres 1944 entschied es, dass sich Buchberg aufgrund einer schlechten Anbindung an das Eisenbahnnetz nicht für eine Verlagerung eigne, es aber möglich sein müsse, im Schacht Gerhard eine unterirdische Fertigungsstätte von 73.500 m² zu schaffen. Diese sollte in einer Tiefe von etwa 350 bis 480 Meter angelegt werden. Der Büssing NAG wurde eine Fläche von etwa 3.500 m² zur Fertigung von Motorteilen zugesagt, 25.000 m² sollten die Henschel-Werke für die Rüstungsproduktion erhalten. Außerdem war geplant, die verbleibenden etwa 45.000 m² zu einem späteren Zeitpunkt an weitere Interessenten zu vergeben.

## Historie des Lagers
Mitte 1944 begannen die Bauarbeiten am Schacht Gerhard, eine Arbeit, die unter dem Decknamen Gazelle stattfand. Um eine rasche Umsetzung der von der Wehrmacht gesetzten Ziele zu erreichen, wurden im August 1944 KZ-Häftlinge aus dem Konzentrationslager Buchenwald angefordert. Bereits am 22. August entsprach das Lager den Forderungen und schickte 505 Häftlinge in das Lager Weferlingen. Diese wurden zuerst in Zelten in der Nähe des Schachtes Buchberg untergebracht. Erst später errichtete man für sie Baracken.
Die Arbeitsbedingungen waren extrem hart. Die Begradigung von Strecken sowie das Errichten von Maschinenfundamenten gehörten unter anderem zu den Aufgaben der Zwangsarbeiter, wobei viele das Bergwerk oft gar nicht verlassen durften. Ihre Unterbringung erfolgte auf einfachen Lattenrosten mit Strohsäcken, die die SS in den Grubenbauen hatte anbringen lassen. Es existierte keinerlei Schutz vor Kälte oder Nässe. Vermutlich, jedoch nicht eindeutig belegt, wurden weitere ca. 100 Häftlinge in einem ehemaligen benachbarten Kinderlandheim untergebracht.
Die schwere Arbeit, kombiniert mit schlechter Ernährung und unzureichender Unterbringung zeigte rasch ihre Wirkung. Ein hoher Krankenstand war die Folge, fast wöchentlich wurden von der Lagerleitung als nicht mehr arbeitsfähig eingestufte Zwangsarbeiter nach Buchenwald zurückgeschickt und durch neue Häftlinge ersetzt. Bereits am 12. Oktober wurden die ersten erkrankten 12 Häftlinge nach Buchenwald überführt. Ziel war es, das Arbeitskommando auf eine Stärke von 500 Personen zu bringen. Wöchentliche Rücktransporte von bis zu 65 Zwangsarbeitern belegen die katastrophale Lage der Lagerinsassen. Meist sandte man aus Buchenwald am Folgetag bereits Ersatz in Richtung Konzentrationslager Weferlingen. Die Dokumente des Lagers zeigen, dass es möglich war, zwischen 440 und 460 Personen im Arbeitseinsatz zu halten.
Die Arbeiten machten geringere Fortschritte als von der Wehrmacht gewünscht. Hierfür waren neben krankheitsbedingten Ausfällen unter den Zwangsarbeitern oft fehlende Rohstoffe verantwortlich. Trotzdem gelang es, zu Beginn des Jahres 1945 die ersten Produktionsmaschinen in Betrieb zu nehmen und kurz vor Kriegsende berichteten sowohl Henschel als auch die Niedersächsischen Motorenwerke davon, Teile für Flugzeuge und U-Boote dort zu fertigen.

## Auflösung des Lagers
Das Außenlager Weferlingen wurde nicht in der üblichen Weise aufgelöst. Während die Zwangsarbeiter in der Regel in langen Märschen in ihr Stammlager überführt oder in offenen Eisenwaggons transportiert wurden, erfolgte diese Maßnahme beim KZ-Außenlager Weferlingen nicht. Es wird vermutet, dass sich trotz vorliegender Befehle aus Buchenwald, die Lagerleitung geweigert hat, diesen nachzukommen. Die Alliierten befreiten das Lager am 12. April 1945.
In den Jahren 1947/1948 wurden die Baracken des Lagers zerstört und beseitigt. Die Reste wurden durch die Grenzanlagen der ehemaligen DDR verdeckt.
Ein Gedenkstein für drei dort begrabene KZ-Häftlinge erinnert auf dem Friedhof von Walbeck an das Schicksal der Lagerinsassen.